# ウッタラ中央駅
ウッタラ中央駅（ウッタラちゅうおう-）は、バングラデシュの首都であるダッカにあるダッカメトロの駅である。

## 概要
2023年2月18日開業でウッタラ北駅、アガルガオン駅、パラビ駅に続いて開業したダッカメトロの駅である。

### 乗り入れ路線
乗り入れ路線はダッカメトロ6号線のみである。

### 駅周辺
四方を池に囲まれている。

## 歴史
- 2023年2月18日: 開業。

## 隣の駅
ダッカメトロ
6号線
ウッタラ北駅 - ウッタラ中央駅 - パラビ駅